# Скайлайн-драйв
Скайлайн-драйв (англ. Skyline Drive) — 105-мильна (169 км) національна паркова дорога, яка проходить по всій довжині Національного парку Шенандоа в горах Блу-Ридж у Вірджинії, в основному вздовж гірського хребта. Північний кінець дороги знаходиться на перетині з американським шосе 340 (US 340) біля Фронт-Роял, а південний — на перехресті з US 250 біля міждержавної автомагістралі 64 (I-64) в Рокфіш-Геп, де дорога продовжується на південь як Блу-Ридж Парквей (Blue Ridge Parkway). Дорога має проміжні розв'язки з US 211 у Торнтон-Геп та US 33 у Свіфт-Ран-Геп. Скайлайн Драйв є частиною траси 48 штату Вірджинія, яка також включає в себе вірджинську частину Блу Рідж Парквей, але це позначення не підписане.
Плата за в'їзд до парку стягується у чотирьох точках доступу до дороги. Скайлайн-драйв — це двосмугова дорога з 75 оглядовими майданчиками, з яких відкривається вид на долину Шенандоа на заході та Підмонт на сході. Дорога забезпечує доступ до численних стежок, включаючи Аппалачську стежину, а також використовується для велосипедних і кінних прогулянок. Скайлайн Драйв є головною дорогою через Національний парк Шенандоа і має доступ до кемпінгів, туристичних центрів для відвідувачів і курортів, таких як Скайленд Резорт і Біг Медоуз. Ця мальовнича дорога особливо популярна восени, коли листя змінює свої кольори.
Плани будівництва дороги датуються 1924 роком, коли в межах Блакитного хребта у Вірджинії планували створити національний парк, головною особливістю якого мала стати «небесна дорога», що відкривала б краєвиди навколишніх земель. Президент Герберт Гувер, який мав літній будинок у таборі Рапідан, закликав до будівництва дороги. Початок будівництва м було покладено у 1931 році. Перша ділянка, яка спочатку мала пролягати від табору Рапідан до Скайленду, була продовжена між Свіфт Ран Геп і Торнтон Геп і відкрита в 1934 році. У 1936 році Скайлайн-драйв була продовжена на північ до Фронт Роял, а в 1939 році — на південь до Джарман Геп. Дорога між ущелинами Джарман-Геп і Рокфіш-Геп була побудована як частина Блу-Ридж Парквей в 1939 році і була включена в Скайлайн-драйв у 1961 році. Цивільний корпус охорони природи відіграв велику роль у будівництві Скайлайн-драйв. Відтоді, як дорога була побудована, її постійно вдосконалювали. У 1997 році Скайлайн-драйв було внесено до Національного реєстру історичних місць США, у 2005 році вона стала Національною мальовничою дорогою, а у 2008 році її було визнано Національною історичною пам'яткою.

## Опис дороги
Скайлайн-драйв пролягає звивистим шляхом з півночі на південь уздовж гірських вершин Блакитного хребта на схід від річки Шенандоа від Фронт-Роял до Рокфіш-Геп, слугуючи єдиною дорогою загального користування через Національний парк Шенандоа. Є чотири точки в'їзду на Скайлайн-драйв: US 340 біля I-66 у Фронт Роялі, US 211 у Торнтон Геп, US 33 у Свіфт Ран Геп і US 250 біля I-64 у Рокфіш Геп. На південному кінці в Рокфіш Геп вона з'єднується з північною кінцевою точкою Блу Рідж Парквей, дорогою з вільним доступом, яка продовжується на південь уздовж Блакитного хребта. На західній стороні дороги встановлені кілометрові стовпчики. Вони пронумеровані від 0 до 105 (з півночі на південь) і слугують орієнтирами для визначення напрямку руху. Вздовж дороги є 75 оглядових майданчиків, з яких відкривається вид на долину Шенандоа на заході та П'ємонт на сході.
Обмеження швидкості становить 35 миль на годину (56 км/год) і суворо контролюється рейнджерами парку. Велосипеди, автомобілі та пішоходи користуються дорогою спільно. Тут також водяться олені, чорні ведмеді, індички та інші дикі тварини, які можуть з'являтися і переходити дорогу без попередження. Уздовж дороги можна пройти численними стежками, в тому числі частиною Аппалачської стежки, яка пролягає вздовж дороги.

Їзда на велосипеді та верхова їзда є іншими видами відпочинку, які дозволені на дорозі. Дорога особливо популярна в осінні місяці для любителів осінніх барв. Скайлайн-драйв закрита від заходу до світанку з листопада до початку січня, щоб рейнджери могли контролювати незаконне полювання. Дорога також може закриватися на короткий час після снігопаду чи ожеледі. Скайлайн-драйв визнано національною мальовничою дорогою.

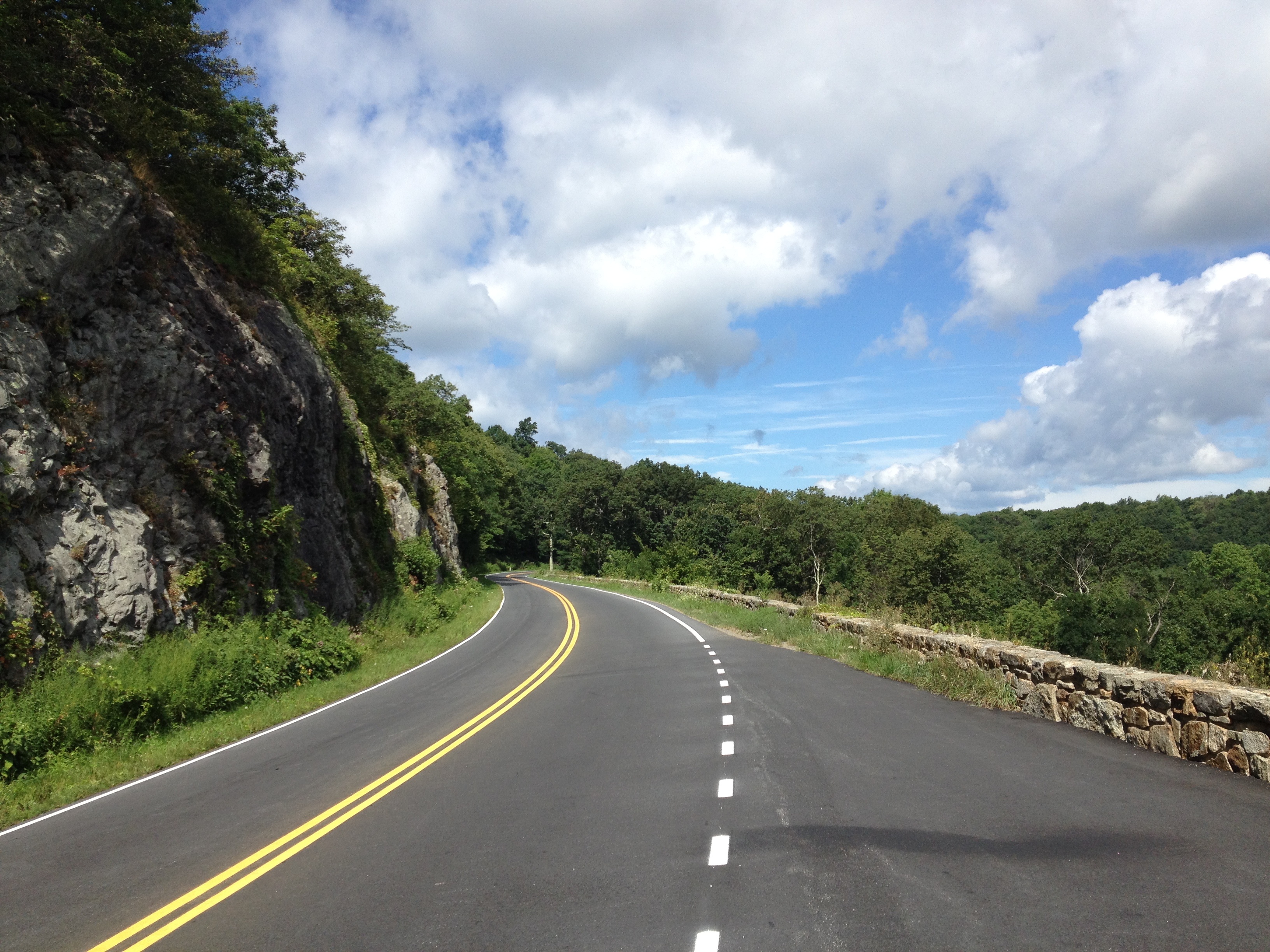
Скайлайн-драйв на північ від Indian Run Overlook

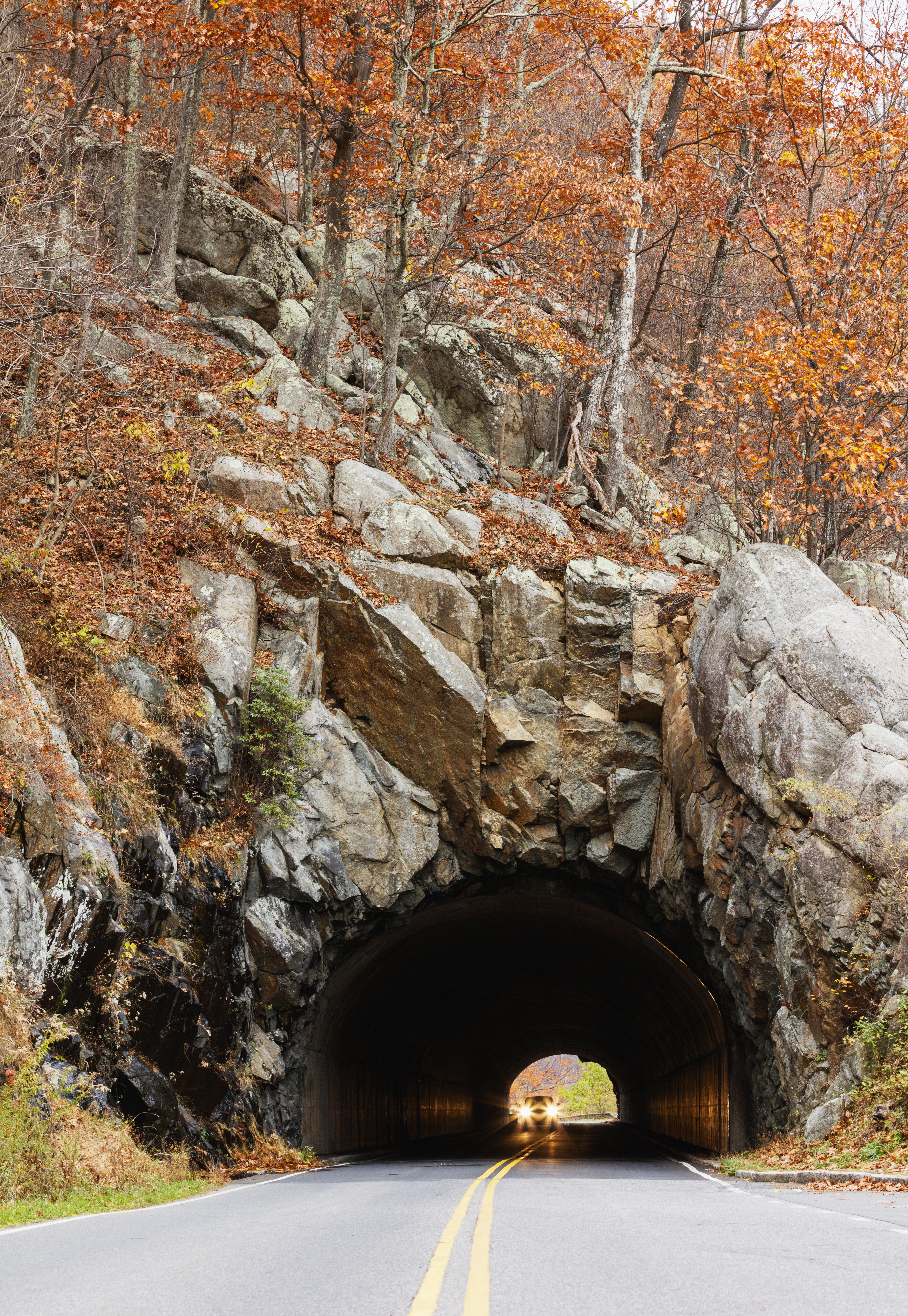
Тунель Меріс-Рок

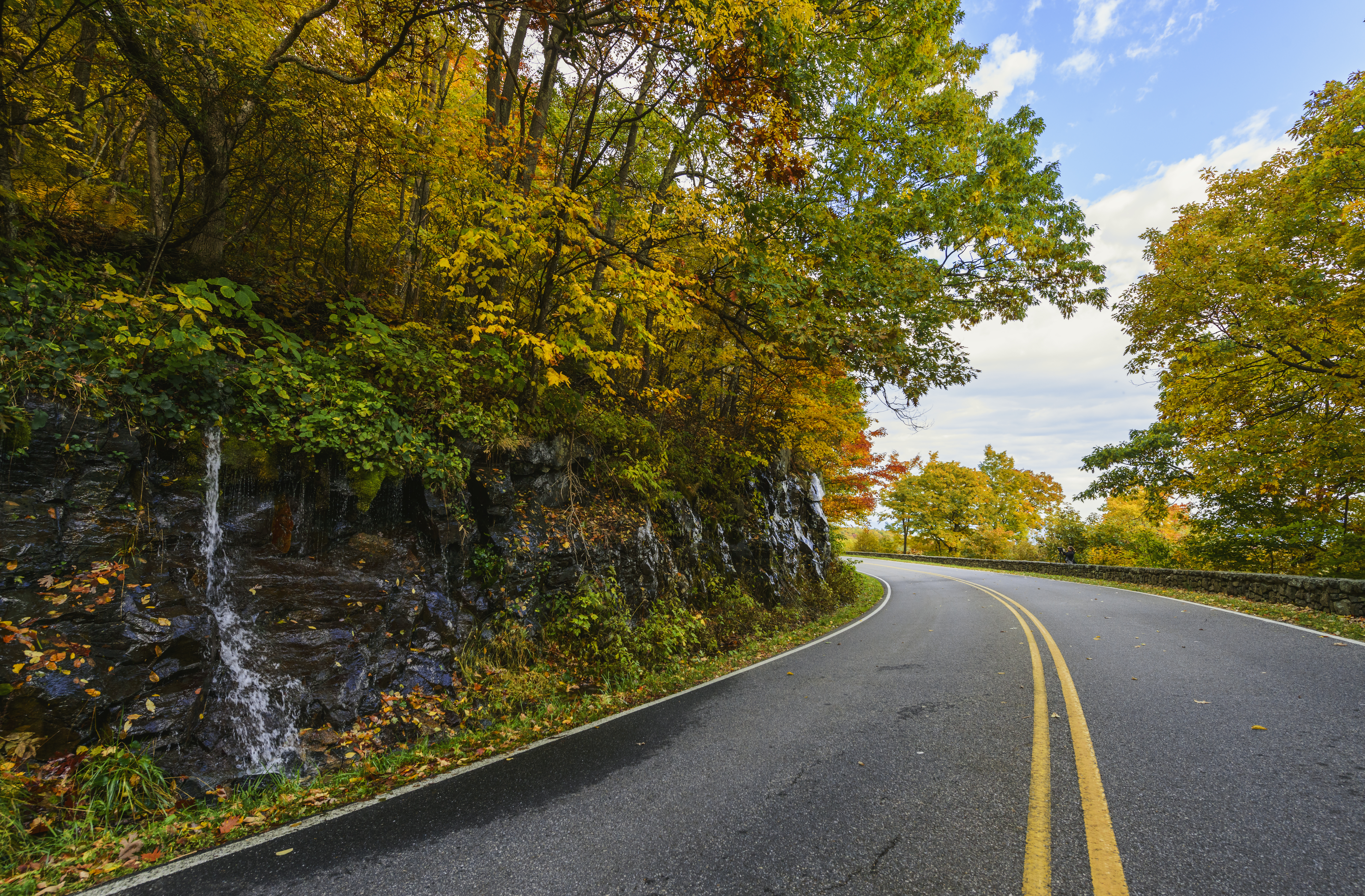
Скайлайн-драйв восени

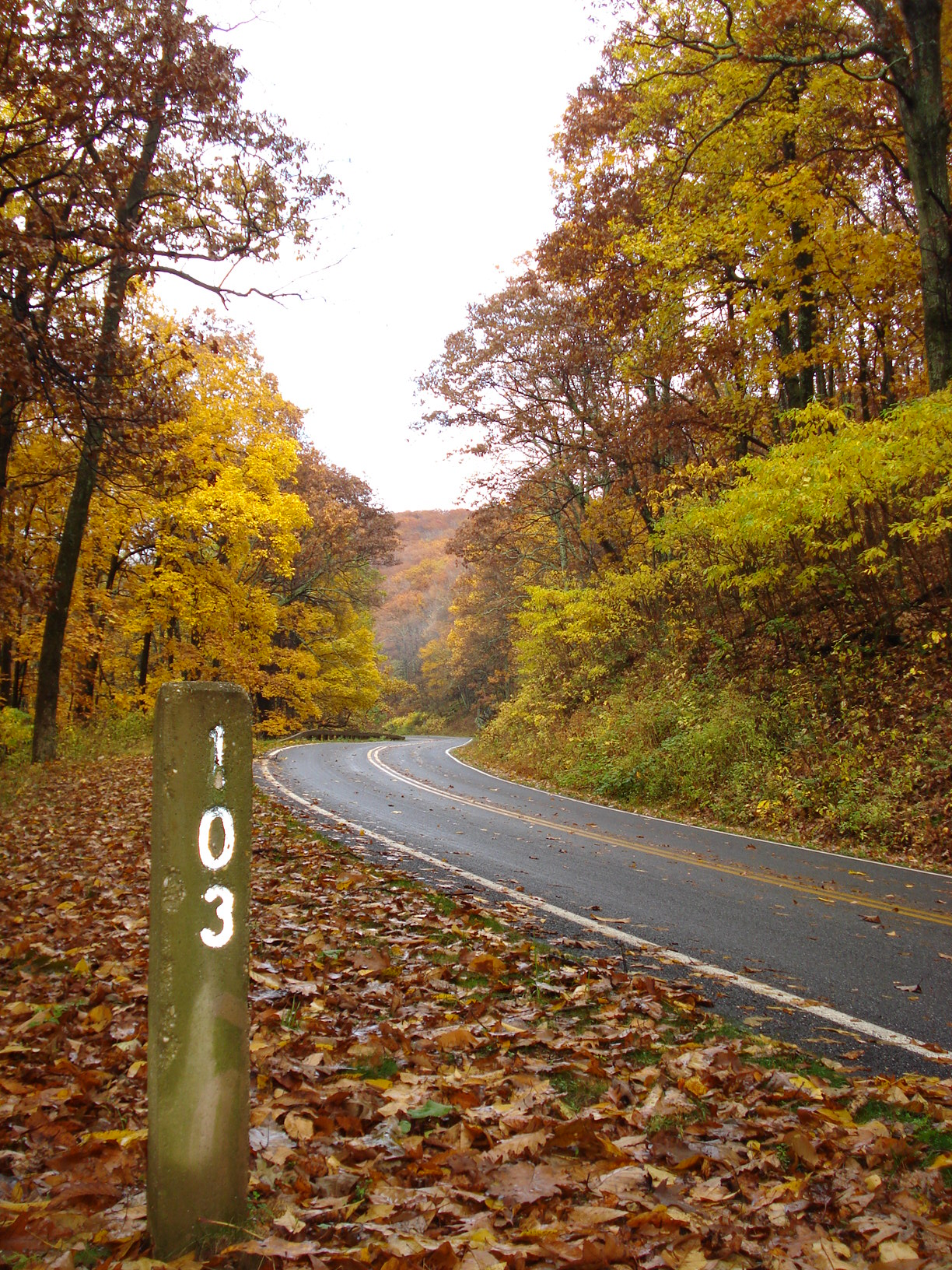
Осінні барви біля кілометрового стовпа 103

## Плата за вхід

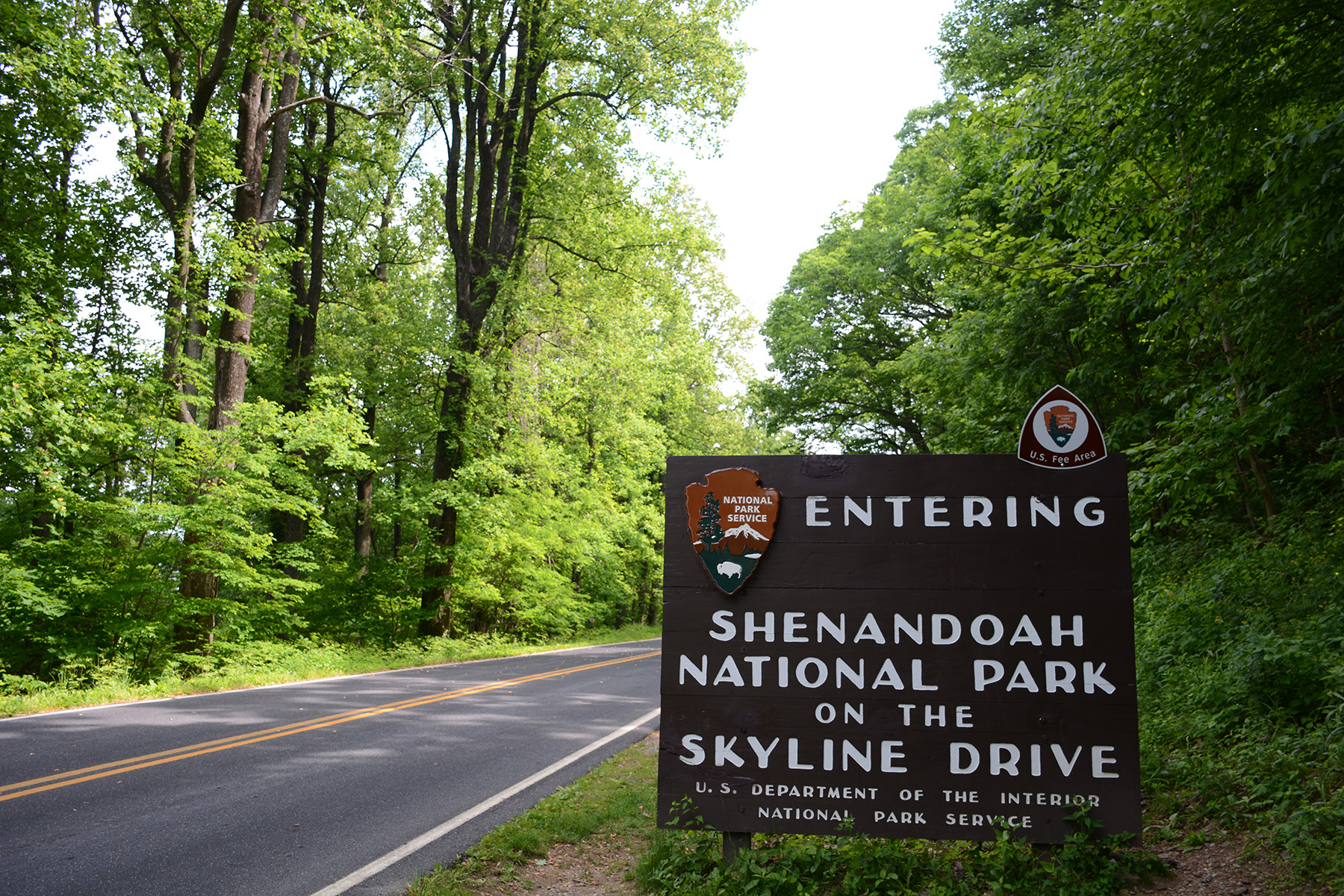
Знак біля південного входу на Скайлайн-драйв

Плата стягується на кожному з чотирьох в'їздів до Скайлайн-драйв, які розташовані у Фронт Роял, Торнтон Геп, Свіфт Ран Геп та Рокфіш Геп. Це не плата за проїзд по дорозі, а плата за вхід до самого парку. Вхід до парку здійснюється за різними перепустками. Перепустка вартістю 30 доларів США дійсна для необмеженої кількості в'їздів протягом семи днів для приватного некомерційного транспортного засобу. Семиденна перепустка коштує 25 $ для мотоциклів і 15 $ для осіб віком від 16 років, які в'їжджають на інших засобах, окрім приватного некомерційного транспортного засобу. Комерційні тури коштують від 25 до 200 доларів США за семиденний абонемент, залежно від кількості пасажирів. Річна перепустка до парку коштує 00 $ для приватного некомерційного транспортного засобу. В'їзд також можна отримати через серію пропусків «America the Beautiful Pass». У цій серії річний проїзний коштує 80 $, річний проїзний для пенсіонерів — 20 $, довічний проїзний для пенсіонерів — 80.00 $, довічний проїзний для людей з обмеженими можливостями дозволяє безкоштовний в'їзд, а проїзний для волонтерів дозволяє безкоштовний в'їзд для волонтерів, які відпрацювали 250 годин на рік. Для військовослужбовців Збройних сил США також доступний безкоштовний річний абонемент, а учні четвертих класів можуть отримати безкоштовний вхід для всієї родини за програмою «Every Kid in a Park Pass».

## Історія парку
Шаблон:Jcttop
У 1924 році Комітет національного парку Південних Аппалачів шукав місце для створення національного парку в горах Блакитного хребта у Вірджині, до якого було б легко дістатися з великих міст східного узбережжя США, таких як Вашингтон, і зупинився на нинішньому місці розташування національного парку Шенандоа. Частиною рекомендації для парку була «найбільша особливість» — «дорога з видом на горизонт», з якої відкривався б вид на долину Шенандоа на заході і на П'ємонт на сході. Ідея будівництва дороги була запропонована членом комітету Вільямом Греггом (William C. Gregg) члену правління «Долини Шенандоа» Л. Фердинанду Зеркелю (L. Ferdinand Zerkel) під час його візиту до Скайленду. У 1929 році президент Герберт Гувер, який мав літній будинок у цьому районі, закликав побудувати дорогу вздовж гірського масиву гір Блакитного хребта. Дорогу пропонувалося назвати Гувер Хайвей, але натомість вона стала відомою як Скайлайн-драйв.

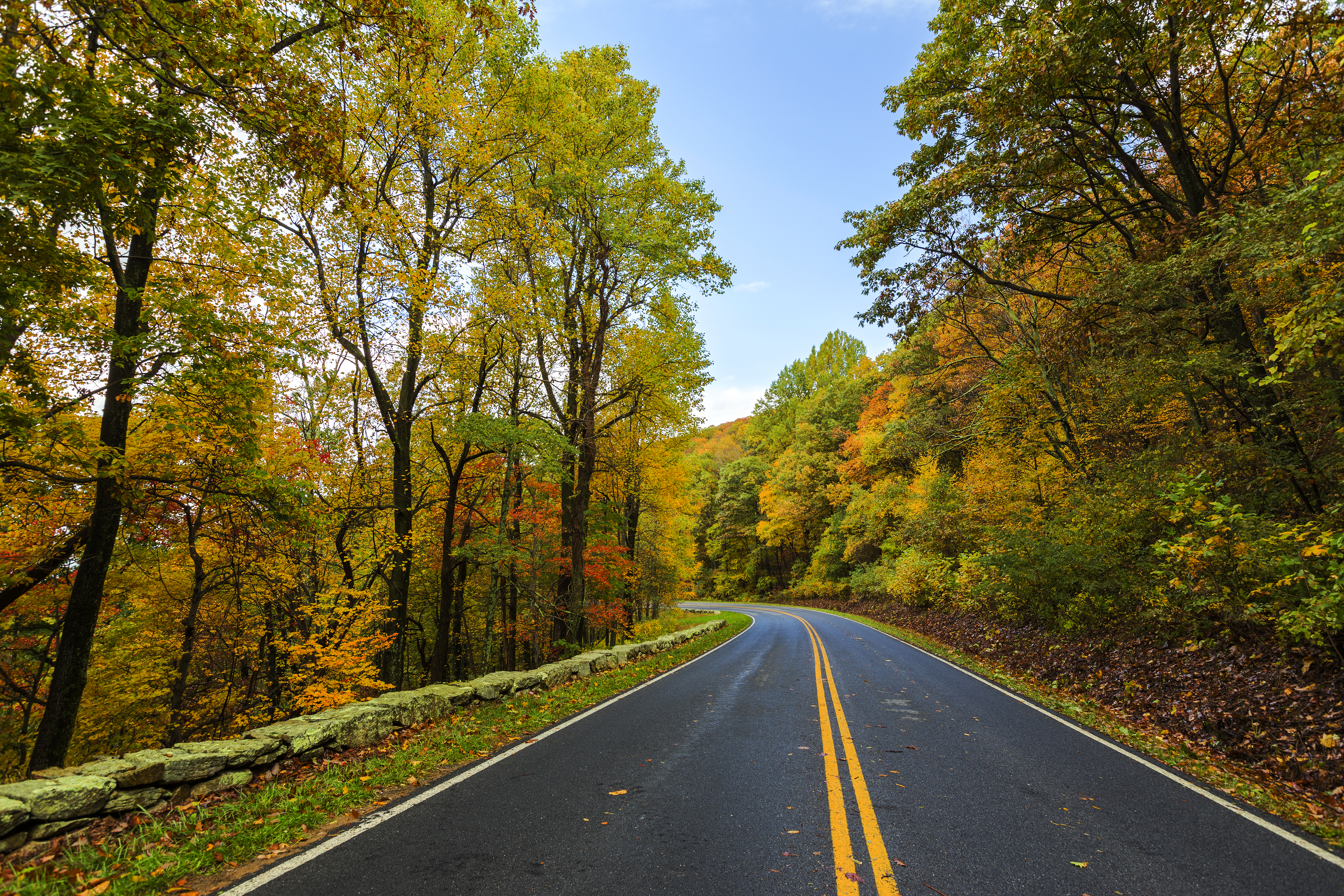
Скайлайн-драйв восени біля стовпа № 12

Польові дослідження дорожнього полотна розпочалися у січні 1931 року. 18 липня того ж року відбулася офіційна церемонія закладення першого каменю під будівництво Скайлайн-драйв. Перша ділянка дороги мала бути побудована від табору Рапідан до курорту Скайленд, але була продовжена від Свіфт Ран Геп до Торнтон Геп. Кошти на перший відрізок дороги надійшли від Федеральної адміністрації з надання допомоги в разі посухи, і на будівництві були задіяні місцеві фермери та збирачі яблук, які постраждали від сильної посухи 1930 року. Наприкінці 1932 року Конгрес США схвалив виділення 1 мільйона доларів (еквівалент 18,2 мільйона доларів у 2023 році) на будівництво Скайлайн-драйв, що простягається від Фронт Роял до Свіфт Ран Геп. У 1933 році був сформований Цивільний корпус охорони природи (CCC), який долучився до будівництва Скайлайн-драйв.
Президент Франклін Д. Рузвельт був вражений краєвидами гір і заснував перші табори ССС вздовж Скайлайн-драйв. Ці табори стали першими, які були розміщені в національному парку. CCC вирівняв схили по обидва боки проїжджої частини, побудував огорожі та кам'яні стіни, облаштував оглядові майданчики, а також висадив тисячі дерев і кущів уздовж паркової смуги. Три різні компанії отримали контракти на укладання бітумного покриття дороги. Ділянка Скайлайн-драйв. між Торнтон Геп і Свіфт Ран Геп була відкрита в середині 1934 року і коштувала 1 570 479 доларів (еквівалентно 28 мільйонам доларів у 2023 році). Ця ділянка дороги включала тунель Меріс-Рок, тунель, який був пробурений через скелю Меріс-Рок. У цьому місці був побудований тунель, а не розріз. Будівництво тунелю було виправдано як захід економії коштів, але також було запропоновано кинути виклик ландшафтним архітекторам Бюро громадських доріг і Служби національних парків.
Після офіційного заснування Національного парку Шенандоа в 1935 році CCC найняла 300 чоловіків, більшість з яких не були місцевими жителями, для продовження будівництва Скайлайн-драйв. 1 жовтня 1936 року дорога була завершена між Фронт-Роял і Торнтон-Геп вартістю 1,235,177 доларів (еквівалентно 21,3 мільйонам доларів у 2023 році). Ділянка Скайлайн-драйв від Свіфт Ран Геп до Джарман Геп була відкрита для руху 29 серпня 1939 року і коштувала 1 666 528 доларів США (еквівалентно 28,7 млн доларів США у 2023 році). Дорога між Джарман-Геп і Рокфіш-Геп була побудована як частина Blue Ridge Parkway і була завершена 11 серпня 1939 року вартістю 358 636 доларів США (еквівалентно 6,17 мільйонам доларів США у 2023 році). Ця ділянка Блу-Ридж Парквей була передана Національному парку Шенандоа в 1961 році і стала найпівденнішою частиною Скайлайн-драйв. Створення парку та будівництво Скайлайн-драйв призвело до того, що багато людей добровільно чи примусово втратили свої домівки; кілька будинків на території нинішнього парку було знесено з лиця землі.

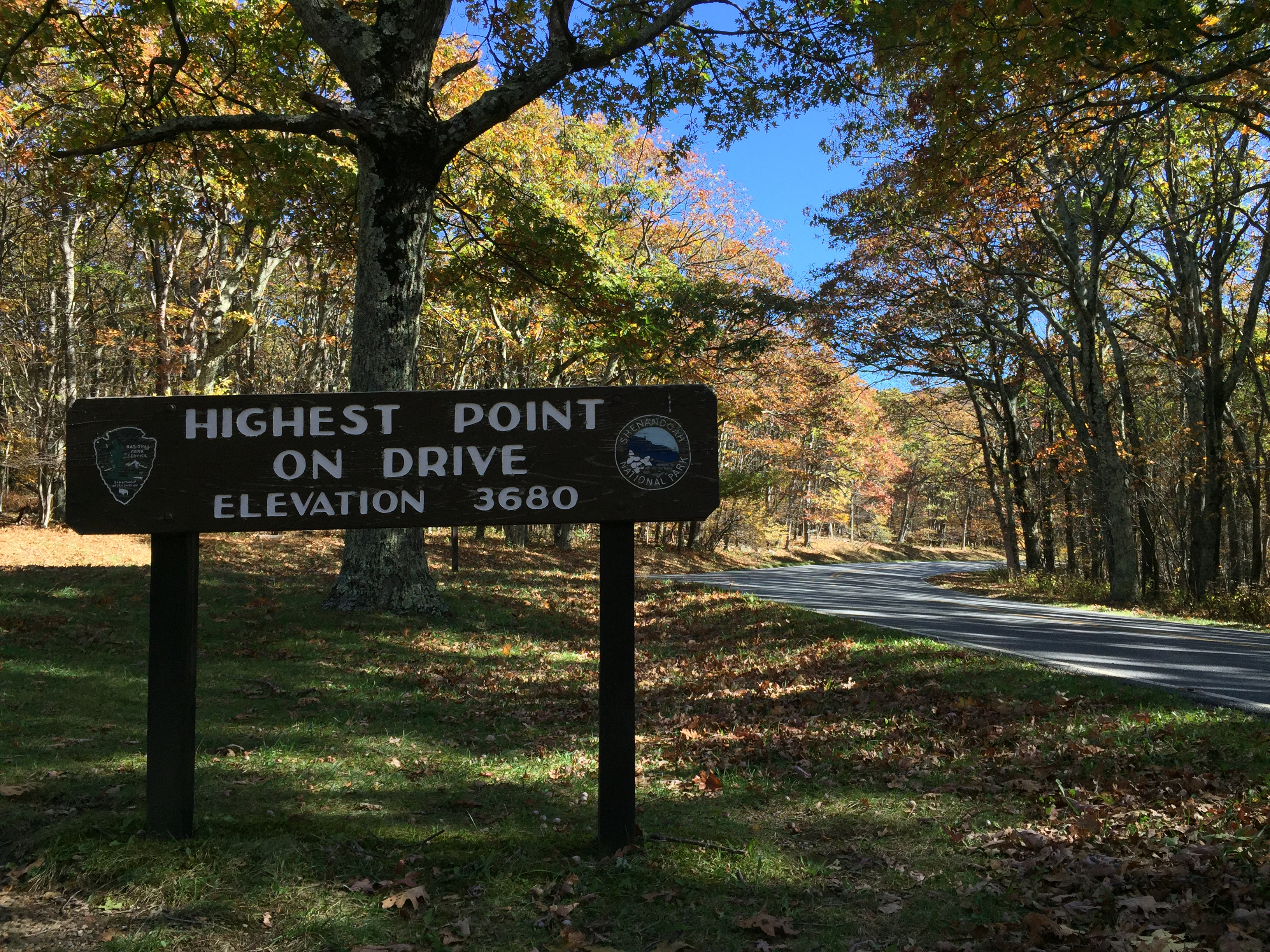
Найвища точка дороги в Скайленді в окрузі Медісон

Скайлайн-драйв спочатку був обсаджений милями огорож з каштанових колод. Однак огорожі згнили і були зняті в 1950-х роках і не були замінені. Тунель Меріс-Рок був частково облицьований бетоном у 1958 році, щоб запобігти утворенню бурульок взимку і просочуванню води влітку. У 1983 році Федеральне управління автомобільних доріг розпочало роботи із заміни кількох оригінальних кам'яних стін на дорозі на бетонні стіни з використанням оригінального каменю як облицювання. Дорогу було внесено до Національного реєстру історичних місць 28 квітня 1997 року. 22 вересня 2005 року Скайлайн-драйв було визнано національною мальовничою дорогою. У жовтні 2008 року Скайлайн-драйв було визнано національною історичною пам'яткою за її піонерську роль у розвитку національних парків на сході США.